# 후안 루이스 모라
후안 루이스 모라 팔라시오스(스페인어: Juan Luis Mora Palacios, 1973년 7월 12일, 마드리드 주 아랑후에스 ~)는 스페인의 전직 프로 축구 선수로, 현역 시절 골키퍼로 활약했다.
그는 13시즌(프로 선수로 17년 활동)에 걸쳐 238번의 라 리가 경기에 출전했는데, 대부분 오비에도에서 출전을 기록했다.

## 클럽 경력
마드리드 주 아랑후에스 출신인 모라는 1993-94 시즌에 오비에도 소속으로 프로 무대 신고식을 치렀고, 이어지는 3년 동안 붙박이 주전으로 활약했다. 그는 에스파뇰로 1999년에 이적하였고, 2002-03 시즌과 그 다음 시즌에는 헤레스와 레반테 소속으로 세군다 디비시온에서 보냈다.
모라는 레반테 소속으로 2004-05 시즌에 1부 리그 38경기에 출전했지만, 소속 구단은 최종전 끝에 강등당했다. 그는 이후 발렌시아와 3년 계약을 맺고 이적했는데, 그는 산티아고 카니사레스와 뤼도비크 뷔테유에 이어 3번째 골키퍼였고, 티모 힐데브란트 이후로도 카니사레스와 힐데브란트에 이은 세 번째 골키퍼였다.(이 때 카니사레스는 2007년 12월에 선수단에서 퇴출되었다가 로날트 쿠만 감독의 해임으로 다시 선수단에 재포함되기도 했다) 결국 그는 발렌시아 소속으로 3번의 라 리가 경기에 출전하는데 그쳤다. 2007-08 시즌이 끝나고, 그는 메스타야와의 계약이 만료되면서 구단을 떠났다.
2008년 8월 15일, 35세의 모라는 갓 2부 리그로 강등된 레반테로 복귀했다. 그는 레반테 복귀 1년차에 후보 수문장이었고, 2년차에는 단 한 번의 공식 경기에도 출전했는데, 발렌시아 연고 구단은 2년 만에 다시 1부 리그에 복귀했다. 그는 얼마 후 은퇴하여, 구단의 행정을 맡게 되었다.

## 국가대표팀 경력
모라는 1996년 유럽 선수권 대회에서 스페인 U-21 국가대표팀 일원으로 참가했고, 같은 해에 올림픽 축구 대회에도 참가했다.

## 수상
에스파뇰
- 코파 델 레이: 1999–2000[9]

레반테
- 세군다 디비시온: 2003–04[10]

발렌시아
- 코파 델 레이: 2007–08

스페인 U-21
- 유럽 U-21 선수권 대회 준우승: 1996